# Maresches
Maresches és un municipi francès, situat a la regió dels Alts de França, al departament del Nord. L'any 2006 tenia 911 habitants.

## Demografia
| 1962                                       | 1968 | 1975 | 1982 | 1990 | 1999 |
| ------------------------------------------ | ---- | ---- | ---- | ---- | ---- |
| 766                                        | 816  | 831  | 881  | 940  | 939  |
| Des de 1962: població sense dobles comptes |      |      |      |      |      |

## Administració
| Període | Identitat          | Partit        |
| ------- | ------------------ | ------------- |
| 2001-   | Jean-Noël Brichant | Divers droite |